# Trichesthes guayabillosa
Trichesthes guayabillosa är en skalbaggsart som beskrevs av Saylor 1936. Trichesthes guayabillosa ingår i släktet Trichesthes och familjen Melolonthidae. Inga underarter finns listade i Catalogue of Life.